# Grotte du Cheval
De Grotte du Cheval is een Franse grot in de gemeente Arcy-sur-Cure met prehistorische rotstekeningen die mogelijk dateren uit het Gravettien.
Grotten met rotskunst zijn zeldzaam in het noorden van Frankrijk. Deze karstgrot werd ontdekt in 1946 door speleologen. Ze maakt deel uit van een groter complex bestaande uit sites van menselijke bewoning en een andere grotten met rotskunst, zoals de Grande Grotte.
In de grot zijn acht mammoeten afgebeeld, drie bizons, twee herten en een paard. Daarnaast zijn er verschillende geometrische figuren en twee vulva's afgebeeld en zijn er ook vingerafdrukken aangebracht. Buiten een lijn in rood pigment zijn alle tekeningen in de kleilaag die de rotswand bedekt gekerfd. Hiervoor werd gebruik gemaakt van stukken vuursteen. Alle kunst is aangebracht in een moeilijk toegankelijke ruimte achter in de grot.
Omdat de tekeningen in de klei zijn gekerfd is er geen datering met de C14-methode mogelijk. André Leroi-Gourhan suggereerde een datering in het Magdalénien op basis van enkele stijlkenmerken bij de weergave van de dieren. Maar waarschijnlijk zijn de tekeningen ouder en stammen ze uit het Gravettien, zoals de tekeningen uit de nabijgelegen Grande Grotte.